# 里見進
里見 進（さとみ すすむ、1948年6月18日 - ）は、日本の医学者。医学博士。専門は、外科学一般、移植外科、消化器外科。
独立行政法人日本学術振興会理事長、日本外科学会名誉理事長。沖縄県那覇市生まれ。
第21代東北大学総長、国立大学協会会長、日本外科学会初代理事長等を歴任。

## 来歴
1948年6月18日、沖縄県那覇市で生まれる。1967年3月、那覇高等学校を卒業。国費・自費沖縄学生制度に応募するも進学先が選べなかったため、沖縄から遠い東北大学に進学した。在学中、東京で祖国復帰運動に参加。
1974年3月、東北大学医学部医学科を卒業。同年4月からは東京都済生会中央病院で勤務し、同年7月に医師免許を取得。
その後、由利組合総合病院での勤務を経て、1977年6月に東北大学医学部附属病院(現：東北大学病院)第二外科に入局。1982年5月には東北大学附属病院第二外科助手となり、1984年1月からはハーバード大学研究員となる。同年、東北大学より医学博士の学位を受ける。
1986年からは東北大学医学部第二外科助手となり、同講師を経て1995年10月には東北大学医学部教授となる。
2004年11月、東北大学病院の院長に就任。2005年4月には、東北大学副総長(病院長と兼任)となる。
2008年には、日本外科学会の初代理事長に就任し、2012年までの1期4年を務めた。
2011年3月に発生した東日本大震災では、副学長兼東北大学病院長として陣頭指揮を取り、事態の収拾にあたった。
2012年4月、東北大学総長に就任。在任中に東北大学のあるべき姿とそれを実現するための施策をまとめた「里見ビジョン」を発表。その後、2017年6月にはその年から始まった、世界最高水準の教育研究活動の展開が見込まれる国立大学を支援する制度である「指定国立大学法人制度」で初年度から東北大学が指定された。また、2014年11月から2017年6月までは国立大学協会会長も務めた。
2018年3月、東北大学総長を退任。
2018年4月、日本学術振興会理事長に就任。
2021年、「科学研究分野における日仏関係の強化に決定的な貢献を果たした」ことが評価され、フランス国家功労勲章シュヴァリエを受章。
2022年4月、日本学術振興会理事長を退任。

## 主な研究業績
出典：
- 臓器移植における免疫学的寛容誘導の研究
- 肝再生促進におけるアミノ酸の役割に関する研究
- 障害機序の解明に基づく臓器保存の研究
- 食道癌低侵襲手術法の開発

## 受賞歴
- 2021年 フランス国家功労勲章シュヴァリエ[4]